# Дундо Мароје (ТВ филм из 1983)
„Дундо Мароје” је југословенски ТВ филм из 1983. године који је режирао Ивица Кунчевић.

## Улоге
| Глумац             | Улога            |
| ------------------ | ---------------- |
| Златко Црнковић    | Дундо Мароје     |
| Мустафа Надаревић  | Помет            |
| Мира Фурлан        | Петруњела        |
| Миљенко Брлечић    | Влахо            |
| Амир Буквић        | Пиеро            |
| Маја Фреундлих     | Пера             |
| Душко Гојић        | Грубиша          |
| Миодраг Кривокапић | Трипце од Котора |
| Данко Љуштина      | Уго Тудешак      |
| Дамир Мејовшек     | Гулисав Хрват    |

Остале улоге  ▼
| Глумац           | Улога   |
| ---------------- | ------- |
| Томислав Ралиш   | Нико    |
| Нева Росић       | Лаура   |
| Миро Шегрт       | Џиво    |
| Том Стојковић    | Маро    |
| Круно Валентић   | Бокчило |
| Звонимир Зоричић | Попива  |
| Мира Зупан       | Баба    |